# Инаугурация Евгения Шевчука
Инаугурация Евгения Васильевича Шевчука в качестве президента Приднестровской Молдавской Республики (ПМР) состоялась 30 декабря 2011 года, которая ознаменовала начало первого срока Евгения Шевчука на посту президента Приднестровья. Прошла в Приднестровском государственном театре драмы и комедии имени Н. С. Аронецкой.
На президентских выборах 11 и 25 декабря 2011 года Евгений Шевчук набрал во втором туре 73,38 % голосов избирателей. Председатель Верховного Совета ПМР Анатолий Каминский набрал 19,67 % голосов избирателей. «Против всех» проголосовали 4,45 % избирателей.

## Церемония
На церемонии вступления Евгения Шевчука в должность президента присутствовал тогдашний президент Приднестровья Игорь Смирнов, а также председатель Верховного Совета ПМР и соперник Шевчука во втором туре на президентских выборах 2011 года Анатолий Каминский.
Церемония вступления Евгения Шевчука в должность президента началась в 11:00 по местному времени.
В ходе церемонии Шевчук принёс клятву на Конституции, а затем заявил о своём намерении добиваться международного признания независимости Приднестровья и сближения с Россией как стратегическим партнёром. Он также заявил, что Приднестровье открыто для добрососедских отношений с Молдавией и Украиной.
В своём выступлении на церемонии первый президент Приднестровья Игорь Смирнов заявил, что это «важнейший и ответственейший момент в жизни нашего государства», и что он «уверен в стойкости воли приднестровского народа», также призвав беречь и укреплять единство и независимость республики.
На церемонии также присутствовали представители посольств России и Украины в Кишинёве, посол России в Молдавии Валерий Кузьмин, специальный представитель России в приднестровском урегулировании Сергей Губарев и председатель Народного Собрания Гагаузии Анна Харламенко. В адрес Евгения Шевчука были направлены приветственные телеграммы от министра иностранных дел России Сергея Лаврова, патриарха Московского и всея Руси Кирилла и других официальных лиц.